# Чемпіонат УРСР з легкої атлетики 1946
Чемпіонат УРСР з легкої атлетики 1946 року відбувся восени в Харкові на стадіоні «Динамо».

## Медалісти

### Чоловіки
| Дисципліни                | Золото                          | Золото    | Срібло | Срібло | Бронза | Бронза |
| ------------------------- | ------------------------------- | --------- | ------ | ------ | ------ | ------ |
| 100 метрів                | Іван Анисимов Харків            | 11,0      |        |        |        |        |
| 200 метрів                | Іван Анисимов Харків            | 22,7      |        |        |        |        |
| 400 метрів                | Євген Буланчик Київ             | 51,1      |        |        |        |        |
| 800 метрів                | Петро Чевгун Київ               | 2.04,0    |        |        |        |        |
| 1500 метрів               | Юрій Ляшенко Харків             | 4.11,2    |        |        |        |        |
| 5000 метрів               | Павло Поршнєв Чернівці          | 15.36,7   |        |        |        |        |
| 10000 метрів              | Олександр Свинухов Львів        | 33.01,8   |        |        |        |        |
| 110 метрів з бар'єрами    | Петро Денисенко Дніпропетровськ | 15,6      |        |        |        |        |
| 3000 метрів з перешкодами | Павло Поршнєв Чернівці          | 10.00,3   |        |        |        |        |
| Ходьба 20 кілометрів      | А. Юносов Харків                | 1:52.25,8 |        |        |        |        |
| Стрибки у висоту          | Володимир Агарков Одеса         | 1,75 м    |        |        |        |        |
| Стрибки з жердиною        | Гаврило Раєвський Харків        | 3,70 м    |        |        |        |        |
| Стрибки у довжину         | Петро Денисенко Дніпропетровськ | 6,67 м    |        |        |        |        |
| Потрійний стрибок         | Володимир Агарков Одеса         | 13,18 м   |        |        |        |        |
| Штовхання ядра            | Олександр Канакі Київ           | 13,26 м   |        |        |        |        |
| Метання диска             | Григорій Артамонов Харків       | 42,78 м   |        |        |        |        |
| Метання молота            | Олександр Канакі Київ           | 40,01 м   |        |        |        |        |
| Метання списа             | Ян Шедько Чернівці              | 58,36 м   |        |        |        |        |
| Метання гранати           | Дмитро Чернявський Київ         | 65,44 м   |        |        |        |        |
| Десятиборство             | Петро Денисенко Дніпропетровськ | 6503 очки |        |        |        |        |

### Жінки
| Дисципліни            | Золото                   | Золото    | Срібло | Срібло | Бронза | Бронза |
| --------------------- | ------------------------ | --------- | ------ | ------ | ------ | ------ |
| 100 метрів            | Катерина Адаменко Київ   | 12,8      |        |        |        |        |
| 200 метрів            | Катерина Адаменко Київ   | 26,0      |        |        |        |        |
| 800 метрів            | Віра Піжурина Київ       | 2.18,1    |        |        |        |        |
| 1500 метрів           | Марія Бєлоглазова Харків | 4.53,3    |        |        |        |        |
| 80 метрів з бар'єрами | Катерина Адаменко Київ   | 12,4      |        |        |        |        |
| Стрибки у висоту      | Любов Канакі Київ        | 1,50 м    |        |        |        |        |
| Стрибки у довжину     | Катерина Адаменко Київ   | 5,42 м    |        |        |        |        |
| Штовхання ядра        | Раїса Близнецова Харків  | 12,09 м   |        |        |        |        |
| Метання диска         | Катерина Шангіна Київ    | 38,76 м   |        |        |        |        |
| Метання списа         | Надія Шапар Миколаїв     | 31,50 м   |        |        |        |        |
| Метання гранати       | Надія Шапар Миколаїв     | 42,90 м   |        |        |        |        |
| П'ятиборство          | Любов Канакі Київ        | 3330 очок |        |        |        |        |